# Trasamund
Trasamund (ca. 450-6 de maig 523) va ser rei dels vàndals de 496 a 523, va ser el quart governant del regne vàndal i, després que el seu avi Genseric, el que va regnar més temps entre els reis d'aquest regne. Trasamund va ser el tercer fill del quart fill de Genseric, Gentó, i va ascendir al tron el 496 a la mort del seu germà Gundamund, a causa de ser el major dels descendents de Genseric, que havia fixat per llei aquest mecanisme successori.
Sota el seu lideratge, el Regne dels vàndals patí constants atacs de les poblacions veïnes que menyscabaren significativament la seva integritat territorial. Els atacs amazics varen causar la pèrdua de la major part dels territoris vàndals situats a Mauritània Sitifiense (l'actual Algèria). En els últims anys del seu regnat la important ciutat portuària de Leptis Magna, també va ser saquejada i destruïda pels amazics que independitzaren l'àrea de Tripolitana, posant de manifest l'extrema debilitat del regne, no obstant això va poder mantenir el control del nucli del reialme, Numídia, al voltant de la capital, Cartago.
En matèria religiosa, fou continuador de la política del seu germà d'afavorir l'arrianisme, però evitant les persecucions violentes que havia desenvolupat el seu oncle Huneric, això li va permetre mantenir bones relacions amb l'Imperi Romà d'Orient.
Va establir una aliança amb el Regne Ostrogot d'Itàlia, que es va concretar amb el seu matrimoni, l'any 500, amb Amalafrida, germana del rei Teodoric el Gran, que va arribar a Cartago, acompanyada de 1000 notables i 5000 soldats. El dot de la seva esposa va incloure la ciutat siciliana de Lilibèon i el seu districte, a l'extrem occidental de l'illa. L'aliança es va rompre cap a l'any 510, quan Trasamund va donar suport al rei visigot Gesaleic, fill il·legítim d'Alaric II, al qual Teodoric considerava usurpador dels drets del seu net Amalaric. Abandonat Gesaleic pels vàndals es reprengué l'aliança.
Trasamund va morir el 6 de maig de 523 i fou succeït pel seu cosí Hilderic, primogènit d'Huneric.